# Odontosoria schlechtendalii
Odontosoria schlechtendalii är en ormbunkeart som först beskrevs av Presl, och fick sitt nu gällande namn av Carl Frederik Albert Christensen. Odontosoria schlechtendalii ingår i släktet Odontosoria och familjen Lindsaeaceae. Inga underarter finns listade.